# Ксьонжки (гміна)
Гміна Ксьонжкі (пол. Gmina Książki) — сільська гміна у північній Польщі. Належить до Вомбжезького повіту Куявсько-Поморського воєводства.
Станом на 31 грудня 2011 у гміні проживало 4290 осіб.

## Площа
Згідно з даними за 2007 рік площа гміни становила 86.54 км², у тому числі:
- орні землі: 88.00%
- ліси: 1.00%

Таким чином, площа гміни становить 17.26% площі повіту.

## Населення
Станом на 31 грудня 2011:
| Опис     | Загалом | Загалом | Чоловіки | Чоловіки | Жінки | Жінки |
| -------- | ------- | ------- | -------- | -------- | ----- | ----- |
| одиниця  | осіб    | %       | осіб     | %        | осіб  | %     |
| все      | 4290    | 100     | 2159     | 50.33    | 2131  | 49.67 |
| міське   | 0       | 100     | 0        |          | 0     |       |
| сільське | 4290    | 100     | 2159     | 50.33    | 2131  | 49.67 |

## Сусідні гміни
Гміна Ксьонжкі межує з такими гмінами: Боброво, Дембова-Лонка, Яблоново-Поморське, Радзинь-Хелмінський, Свеце-над-Осою, Вомбжежно.